# 施懷雅家族
施懷雅家族（英語：Swire family），是香港大家族，其家族在英國創辦跨國集團太古集團，並透過持有45.45%股份的太古股份有限公司A和70％的太古B經營國泰航空、港龍航空、港機工程，太古地產、太古實業、太古飲料、太古資源、太古食品等多間公司。
據2020年星期日泰晤士報英國前1000大富豪排行榜（Sunday Times Rich List）施懷雅家族擁有48億英鎊的財富，排名第25位。
據2021年星期日泰晤士報英國前1000大富豪排行榜（Sunday Times Rich List）施懷雅家族擁有65億英鎊的財富，排名第21位。
據2022年星期日泰晤士報英國前1000大富豪排行榜（Sunday Times Rich List）施懷雅家族擁有96億英鎊的財富，排名第14位。
據2024年星期日泰晤士報英國前1000大富豪排行榜（Sunday Times Rich List）施懷雅家族擁有99.86億英鎊的財富，排名第15位。

## 家族成員
| 創辦人 | 約翰·施懷雅 （John Swire、英國太古集團前董事長）                                                                              |
| 第二代 | 約翰·森美·施懷雅 （John Samuel Swire，約翰之子、英國太古集團前董事長）                                                        |
| 第三代 | 約翰·傑克·施懷雅 （John Jack Swire，約翰·森美之子）                                                                           |
| 第三代 | 華倫·施懷雅（Warren Swire，約翰·森美之子）                                                                                    |
| 第四代 | 約克·基茲頓·施懷雅（John "Jock" Kidston Swire，約翰·森美之孫、英國太古集團前董事長）                                          |
| 第五代 | 施雅迪（Adrian Christopher Swire，約克·基茲頓之子、英國太古集團前董事長）                                                     |
| 第五代 | 施約翰（John Anthony Swire，約克·基茲頓之子、英國太古集團前總裁）                                                             |
| 第六代 | 施納貝（Barnaby Swire，英國太古集團董事長）                                                                                   |
| 第六代 | 施銘倫（Merlin Bingham Swire，施雅迪之長子、英國太古集團副董事長兼行政總裁、太古系公司非執行董事）                            |
| 第六代 | 施維新（Samuel Compton Swire，施雅迪之次子、英國太古集團董事、太古系公司非執行董事）                                          |
| 第六代 | 施維爾爵士（Sir Hugo George William Swire，保守黨東德文選區下議院議員，曾任北愛爾蘭事務部國務大臣與外交及聯邦事務部國務大臣） |